# Phalanx II: The Return
Phalanx II: The Return is een videospel voor de platforms Commodore Amiga. Het spel werd uitgebracht in 1987. 